# 函館三育小学校
函館三育小学校（はこだてさんいくしょうがっこう）は、北海道函館市桔梗五丁目にある私立小学校。

## 概要
- 全国に10校あるセブンスデー・アドベンチスト教会系の小学校の一つ。少人数教育を行っている。児童数は約50人（08年現在）

## 沿革
- 1980年 - 創立